# Asiat Saitov
Asiat Saitov (* em russo:  Асят Мансурович Саитов, Samara, 1 de janeiro de 1965). É um exciclista russo, como amador conseguiu sucessos como o Tour de Olympia e o Tour da Grécia em 1984. Passou a profissional desde 1990 até à sua retirada em 1996. O seu maior sucesso desportivo conseguiu-o na Volta a Espanha, onde conseguiu duas vitórias de etapa nas edições de 1990 e 1995.

## Palmarés
| - 1990 - 1 etapa da Volta a Espanha, mais classificação dos sprints especiais - 1992 - Campeonato da Rússia em Estrada - - Volta a Castela e Leão - 1 etapa da Volta ao País Basco - 1993 - 2.º no Campeonato da Rússia em Estrada - 1 etapa da Volta a Aragão - Classificação dos Sprints especiais na Volta a Espanha | - 1994 - G. P. de Llodio - 1 etapa da Volta à La Rioja - 2 etapas da Volta a Castela e Leão - 1995 - 1 etapa da Volta a Espanha - 1 etapa da Volta ao País Basco - Campeonato da Rússia em Estrada - Volta ao Alentejo - 1996 - 1 etapa da Volta a Portugal |

### Resultados no Tour de France
- 1990. Abandona

### Resultados na Volta a Espanha
- 1990. 129.º da classificação geral. Vencedor de uma etapa e da Classificação dos sprints especiais
- 1992. 72.º da classificação geral
- 1993. 59.º da classificação geral. Vencedor da Classificação dos sprints especiais
- 1994. 105.º da classificação geral
- 1995. 52.º da classificação geral. Vencedor de uma etapa

### Resultados no Giro de Itália
- 1990. 79.º da classificação geral
- 1993. 113.º da classificação geral